# Cry Me a River (песня Артура Гамильтона)
«Cry Me a River» — популярная сентиментальная любовная песня, написанная Артуром Гамильтоном. Впервые была издана в 1953, стала популярной в 1955 году в исполнении Джули Лондон. Песню многократно исполняли и записывали различные музыканты.

## Создание и первая запись
В интервью, которое дал Артур Гамильтон в 2010 году, он уверял, что до создания своей песни никогда не слышал выражения «to cry somebody a river», а ему «просто понравилось сочетание слов» — «Cry Me a River» (буквально: «наплачь мне реку», «лей слёзы обо мне ручьём»), и эта фраза ему показалась более умной, чем «я поквитаюсь с тобой» или иные, в качестве ответа тому, «кто задел ваши чувства или разбил ваше сердце». Единственную озабоченность Гамильтона вызывало то, что в начале фразы можно было услышать Crimea (с англ. — «Крым») вместо «Cry Me a…», и тогда слушатели могли бы подумать, что песня посвящена речке в Крыму.
Изначально «Cry Me a River» была написана для Эллы Фицджеральд в фильме «Pete Kelly’s Blues», но песня не была использована. Впоследствии Фицджеральд исполнила «Cry Me a River» для альбома Clap Hands, Here Comes Charlie! (1961). А первый релиз песни состоялся в 1955 году — песню исполнила Джули Лондон под аккомпанемент Барни Кессела (гитара) и Рэя Летервуда (бас). Запись стала популярной, попав в фильм 1956 года «Эта девушка не может иначе» (англ. The Girl Can't Help It), а в 2016 году она была включена Библиотекой Конгресса в Национальный реестр аудиозаписей.

## Последующие исполнения
Песню «Cry Me a River» исполняли и записывали следующие исполнители:
- Ширли Бэсси на своём третьем альбоме The Fabulous Shirley Bassey (1959)
- Дина Вашингтон на альбоме What A Diff’rence A Day Makes! (1959)
- Барбра Стрейзанд первой песней на своём дебютном альбоме (1963)
- Лесли Гор на своём дебютном альбоме I'll Cry If I Want To (1963)
- Джо Кокер на альбоме Mad Dogs & Englishmen (1970)
- Кристал Гейл для второй стороны своего сингла «Why Have You Left the One You Left Me For» (1978)
- Aerosmith для альбома Rock in a Hard Place (1982)
- Мари Уилсон записала версию песни, которая была 7 недель в UK Singles Chart, добравшись до 27 места.[4]
- Дайана Кролл для альбома The Look of Love (2001)
- Этта Джеймс для альбома Blue Gardenia (2001)
- Сильвия Брукс для дебютного альбома Dangerous Liaisons (2009)[5]
- Майкл Бубле в качестве сингла и начального трека для альбома Crazy Love (2009). Сингл достиг 34 места в UK Singles Chart и провёл в чарте 10 недель.[4]
- Дами Им для альбома I Hear a Song (2018).